# Rodrigo Cota
Rodrigo Cota de Maguaque fue un escritor español del siglo XV, fallecido aproximadamente en 1498. 
Pocos datos se tienen de su vida, excepto el ser toledano y de origen judeoconverso.
Fue hijo de Alonso Cota, recaudador de rentas reales en Toledo, cuya actividad desencadenó la revuelta anticonversa de Pedro Sarmiento en 1449.

## Obra
Dentro del Cancionero general, publicado en 1511 por Hernando del Castillo, se encuentra su obra Diálogo entre el Amor y un viejo, que le ha hecho merecedor de entrar en la historia de la literatura española en un periodo tan prolífico como es el de los Siglos de Oro. El Diálogo consta de setenta estrofas de nueve versos, divididas en dos partes. En la primera parte, un viejo que se ha retirado para vivir en soledad dialoga con Amor hasta ser convencido por este; mientras que en la segunda parte el Amor se burla del viejo y de su ruina física. 
Escribió unos versos contra Diego Arias Dávila, contador mayor de los Reyes Católicos, por no haberle invitado a la boda de su hijo. Estos versos son de gran interés histórico por la descripción de las costumbres de los judíos españoles de la época.
En 1472 o después escribió un epitafio burlón.
Otras obras que se le han adjudicado a Rodrigo Cota son las Coplas de Mingo Revulgo, las Coplas del Provincial y, especialmente, el primer acto de La Celestina, según el propio Fernando de Rojas menciona en uno de los dos prólogos de este libro.
Cerca del año 1497 tuvo que abjurar del judaísmo y se cree que murió poco después.

## Importancia e influencia
Se cree que pudo ser uno de los escritores de La Celestina junto a Fernando de Rojas y Juan de Mena. Su Diálogo ocupa un lugar preeminente dentro de la lírica castellana, no solo por su lirismo, sino por la influencia que ha tenido en la literatura dramática en castellano (pese a no saberse si era obra destinada o no a la representación). En su libro Orígenes del teatro español, Moratín la cita como ejemplo de obra que cumple con los preceptos, con su acción, nudo y desenlace, lo cual se ajusta sobre todo a la segunda parte, donde los rasgos dramáticos son más evidentes, mientras que la primera entra más en el ámbito de las disputas y debates típicamente medievales.
Fuera o no pensada para su representación, es evidente su influjo sobre Juan del Encina, especialmente en dos de sus obras: La representación del Amor y la Égloga de Cristino y Febea.